# 小行星1946
小行星1946（1946 Walraven）是一颗围绕太阳公转的小行星。1931年8月8日，亨德里克·范根特在约翰内斯堡发现了此天体。
該小行星以荷蘭天文學家西奧多·瓦爾拉文（Theodore Walraven）命名。
这颗小行星的绝对星等为339.8567519466528等。